# حفاری چاه
حفاری چاه به فرایند حفاری چاه یا گودالی در زمین اطلاق می‌گردد، که با هدف استخراج منابع زیرزمینی همچون آب، نفت خام یا گاز طبیعی انجام می‌شود. حفاری چاه گاهی نیز به منظور تزریق سیال از سطح زمین، به مخزن زیرزمینی یا برای ارزیابی و اکتشاف ساختارهای زیرزمینی مورد استفاده قرار می‌گیرد. حفاری برای اکتشاف ماهیت مواد زیرزمینی (به عنوان نمونه در اکتشاف یا شناسایی کانسارهای فلزی یا اکتشاف نفت) بهترین توصیف برای حفر چاه یا حفاری است.